# Hellen Mubanga
Hellen Mubanga (* 23. Mai 1995 in Lusaka) ist eine sambische Fußballspielerin.

## Karriere

### Verein
Vom Red Arrows FC wechselte Mubanga zur Saison 2020/21 nach Spanien zu Saragossa CFF.

### Nationalmannschaft
Mit der sambischen Fußballnationalmannschaft nahm sie an der Afrikameisterschaft 2014 sowie dem Afrika-Cup im Jahr 2018 teil. Zudem war sie Teil des Kaders beim Olympiaturnier der Spiele 2020 und kam hier in zwei Partien zum Einsatz.
Am 3. Juli 2023 wurde sie in den sambischen Kader für die Weltmeisterschaft 2023 nominiert.